# Marcus Ahlm
Marcus Ahlm, né le 7 juillet 1978 à Norra Åsum, est un ancien joueur suédois de handball évoluant au poste de pivot. Il a remporté de très nombreux trophée avec le club allemand du THW Kiel où il a évolué pendant 10 saisons dont 4 saisons en tant que capitaine.

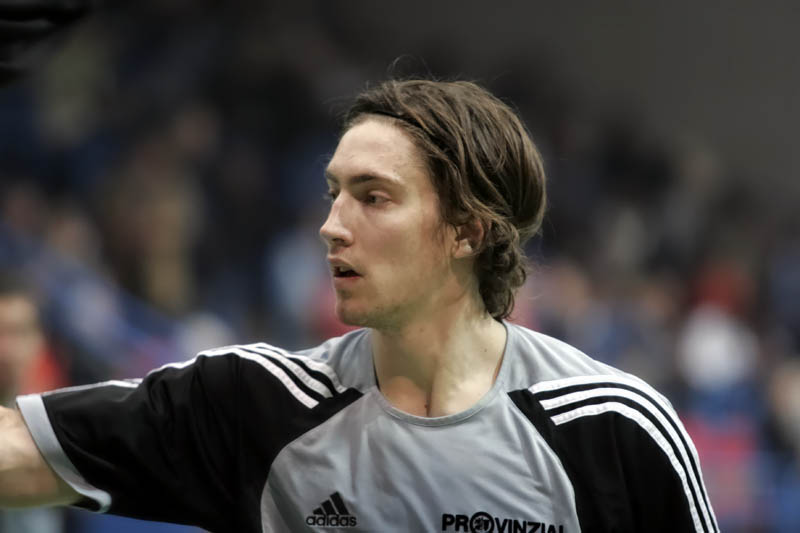
Marcus Ahlm

## Biographie
Marcus Ahlm commence le handball dans son pays natal, la Suède. En 2003, à 25 ans, il rejoint le THW Kiel, club où il restera 10 saisons. Dans ce club devenu la référence en Allemagne et en Europe, il remporte notamment 3 Ligue des champions (perdant en finale à deux reprises), 8 championnats d'Allemagne et 6 coupes d'Allemagne.
En décembre 2012, il annonce qu'il s'agit de sa dernière saison avec les Zèbres et qu'il retournera ensuite en Suède. Finalement, il annonce en mars 2013 qu'il retournera bien en Suède mais qu'il arrête le handball pour un nouveau projet professionnel totalement éloigné du milieu du sport,.
Il dispute ainsi son dernier match le 16 août 2013, après 25 titres acquis en 10 ans à Kiel et 513 matchs disputés pour 1925 buts marqués (moyenne de 3,75 buts par match).
En 2008, après 114 sélections et 367 buts marqués, il décide de ne plus revêtir le maillot suédois pour se consacrer à son club.

## Clubs
- Härlövs IF : avant 1990
- IFK Kristianstad : 1990-1999
- Alingsås HK : 1999-2000
- IFK Ystad HK : 2000-2003
- THW Kiel : 2003-2013

## Palmarès

### Club
Tout le palmarès a été acquis sous le maillot du THW Kiel.
compétitions internationales 
- Ligue des champions (3) : 2007, 2010, 2012 (Finaliste en 2008 et 2009)
- Coupe EHF (1) : 2004
- Supercoupe d'Europe (1) : 2007
- Super Globe (1) : 2011

compétitions nationales 
- Championnat d'Allemagne (8) : 2005, 2006, 2007, 2008, 2009, 2010, 2012 et 2013
- Coupe d'Allemagne (6) : 2007, 2008, 2009, 2011, 2012 et 2013
- Supercoupe d'Allemagne (5) : 2005, 2007, 2008, 2011 et 2012

### Sélection nationale
- Championnat d'Europe
  -  Médaille d'or au Championnat d'Europe 2002
  - 5e place au Championnat d'Europe 2008
- Championnat du monde junior
  -  Médaille d'argent du Championnat du monde junior 1999
- Autres
  - Supercup 2005

### Distinction personnelle
- Joueur suédois de l'année en 2005
- Capitaine du THW Kiel : 2009-2013[1]